# Янчук Михайло Олександрович
Янчук Михайло Олександрович — український державний службовець, управлінець і фахівець у сферах фінансів, інфраструктури та публічного адміністрування. Здійснював діяльність в приватному та державному секторах, зокрема у сфері фондового ринку, водного господарства, реінтеграційної політики та антикризового менеджменту.

## Освіта
- 2006 — магістр економічних наук за спеціальністю «Фінанси», Київський національний  університет імені Тараса Шевченка;

- 2009 — магістр з бізнес-адміністрування (MBA), Міжнародний інститут менеджменту (МІМ-Київ).

## Кар'єра
- 2004 – 2019 — робота в приватних компаніях (з 2005 на керівних посадах);

- 2019 – 2021 — заступник та перший заступник директора ДП «Сервісний центр морського та річкового транспорту»;

- 2021 – радник голови Національної комісії цінних паперів та фондового ринку;

- 2022 – директор Державної установи «Агентство з розвитку інфраструктури фондового ринку України»[4];

- 2022 – 2023 – заступник Міністра з питань реінтеграції тимчасово окупованих територій України з питань європейської інтеграції[5][6];

- 2023 – 2024 – голова Державного агентства водних ресурсів України[7][8][9][10];

- 2024 – керівник апарату НКЦПФР[11][12];

- з 13 грудня 2024 – керівник Офісу НКЦПФР[13].

## Діяльність у НКЦПФР
На посаді керівника офісу НКЦПФР Михайло Янчук відповідає за організацію роботи Комісії, координацію діяльності структурних підрозділів та впровадження внутрішніх реформ, спрямованих на підвищення ефективності регулятора ринків капіталу. З метою збільшення інституційної спроможності НКЦПФР та на виконання Закону України щодо регулювання та нагляду на ринках капіталу та організованих товарних ринках (№ 3585-ІХ) провів трансформацію центрального апарату в Офіс НКЦПФР, задля покращання фінансового та соціальне забезпечення працівників[ангажоване джерело].

## Скандали

### Розслідування Української правди
З 1 по 8 січня 2025 року перебував у Фінляндії разом з дружиною і восьмирічним сином. За гіпотезою журналістів поїздка була оформлена як службове відрядження. Ґрунтуючись на фотокопії документу, який вважається наказом про відрядження, Михайло Янчук мав взяти участь у двох конференціях — 2-3 і 6-7 січня. Журналіст Української правди Михайло Ткач не знайшов жодних згадок про ці події у відкритих онлайн джерелах. У поясненні Михайло Янчук сказав, що по прибуттю в Гельсінкі він не зміг зв'язатися з організаторами, тому й не зміг взяти участь.